# شکیبایی (آلبوم)
شکیبایی آلبومی از هنرمند اهل بریتانیا جرج مایکل است که در سال ۲۰۰۴ میلادی منتشر شد.
معروف ترين اهنگ اين آلبوم تك اهنگي به نام Amazing است كه مورد توجه بسيارئ از طرفداران وئ قرار گرفت.
این آلبوم که دارای ۱۴ ترانه می‌باشد مجموعاً ۷۰ دقیقه و ۱۵ ثانیه زمان داشته و توسط شرکت سونی میوزیک انتشار یافته است.